# Toli (chamanisme)

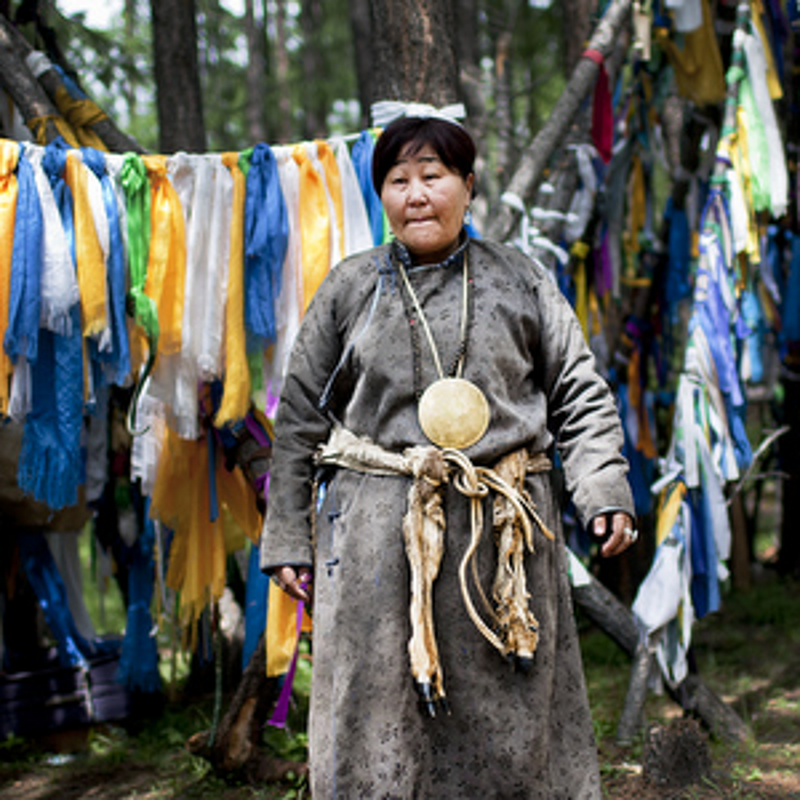
Chaman de la tribu Tsaatan, dans le nord de la Mongolie en tenue de cérémonie, avec notamment un toli autour du cou.

Un toli (mongol : ᠲᠣᠯᠢ, cyrillique : толь, MNS : toli, littéralement : miroir, mais aussi dictionnaire) est un miroir rituel rond, utilisé pour les pratiques chamaniques dans certaines régions de la Mongolie et de la République de Bouriatie,,,. Ce miroir, orné sur une face et poli sur les autres, peut être fait de bronze, de laiton ou de cuivre,. Pouvant être agencé de différentes manières sur les habits traditionnels du chaman, il est employé pour des pratiques de purification, de divination, et comme indicateur de la puissance du chaman.

## Port et usage
Les tolis font traditionnellement partie des attributs du chaman. Ils sont portés autour du cou, ou bien dans son kaftan ou son tablier, pour l'aider à conjurer les mauvais esprits et pour signifier son autorité,,
Les toli peuvent avoir d'autres fins. Parmi le peuple Daur, ils sont également utilisés pour purifier l'eau, afin de recueillir des esprits ou des manifestations spirituelles comme la magie du soleil ou de la lune, et permettre le pronostic divin de la maladie d'un patient,
Walther Heissig décrit les chamans et leurs incantations dans la bannière de Hure dans les années 1940. Il y remarque que les chamans locaux désignent les tolis sous le nom de « chevaux blancs des chamans » ; le miroir lui-même étant alors considéré comme un véhicule pour les chamans. 

## Description
Un toli peut être utilisé dans différentes tailles ; parmi les Daur, l'avant et l'arrière du costume du chaman était couvert de petits tolis placé en échelles imbriquées (comme des écailles), l'avant pouvant également mettre en valeur huit grands miroirs et un miroir de taille moyenne visant à protéger le cœur, le neker-toli. Selon Heissig, dans la bannière de Hure, les chamans portaient neuf miroirs. Le nombre neuf est particulièrement significatif dans la religion et la mythologie mongoles. 
Le neker-toli peut être plaqué en nickel
Le nombre de toli recueillis par un chaman Daur est un indicateur de son niveau de puissance.